# SN 2005I
SN 2005I – supernowa typu II odkryta 15 stycznia 2005 roku w galaktyce IC 983. W momencie odkrycia miała maksymalną jasność 18,40m.